# Guldborg
Guldborg är en gulröd äppelsort som har sitt namn efter byn Guldborg på Lolland. Äpplet har kort stjälk ca 12mm. Rost förekommer i stjälkhålan. Äpplet är känt sedan åtminstone 1870-talet, men exakt var sorten är uppkommen är inte känt. Äpplet plockas i omgångar från början av september. Köttet på detta äpple är sötsyrligt, och Guldborg som är såväl ett ätäpple som ett köksäpple, ska helst användas på direkten, men i kyla kan den dock sparas några veckor. 
Blomningen på detta äpple är tidig, och äpplet pollineras av bland andra Aroma, Discovery, Eldrött Duväpple, Filippa, James Grieve, Maglemer, Oranie, Ringstad, Stenbock, Summerred, Transparente Blanche, Transparente de Croncels och Åkerö. I Sverige odlas Guldborg gynnsammast i zon I-II.
Ramlösa Plantskola började sälja sorten i Sverige år 1935.
I Danmark började sorten säljas år 1912 av Zeiner Lassens Plantskola.
Äpplemust från Guldborg har mindre söthet och äpplesmak än must från exempelvis Aroma och Ingrid Marie. Guldborg har förkommit i svensk Yrkesodling med omkring 3000 träd.